# أليكس غونزاغا
أليكس غونزاغا هي مقدمة تلفزيونية فلبينية، ولدت في 16 يناير 1988 في ريزال في الفلبين.

## وصلات خارجية
- أليكس غونزاغا على موقع IMDb (الإنجليزية)
- أليكس غونزاغا على موقع ميوزك برينز (الإنجليزية)
- أليكس غونزاغا على موقع قاعدة بيانات الفيلم (الإنجليزية)